# Lysana plusiana
Lysana plusiana är en fjärilsart som beskrevs av William Schaus 1901. Lysana plusiana ingår i släktet Lysana och familjen tandspinnare. Inga underarter finns listade i Catalogue of Life.